# 黑鹳
黑鹳（学名：Ciconia nigra）是鹳形目鹳科鹳属的一种大型涉禽，又名黑老鹳、乌鹳、锅鹳、捞鱼鹳。黑鹳广泛分布于欧洲各地，在亚洲也有分布。它是一种迁徙鸟，冬季飞往南方过冬。
其种加词“nigra”意为“黑色的，暗色的”。

## 外形
黑鹳是一种大型鸟类，成鸟体长在95到100厘米之间，高约102厘米，翼展为145到155厘米，重约3公斤。它有细长的红腿和长而直的红色尖喙。
幼鸟头、颈和上胸呈褐色，有的具有棕褐色斑点，两翅和尾为黑褐色。

## 习性
黑鹳活动敏捷，性情机警，常栖息于河湖沿岸、沼泽地区，营巢于峭壁或湿地高树上。
黑鸛，喜於峭壁、樹頂或高台上築巢，一次產卵約4-5枚，會將新生雛鳥中體型瘦弱者(但也常有例外)，予以淘汰，或啄死，或叼趕出巢外，任其墜落地面。

## 分布
繁殖地分布于欧亚大陆，越冬地可达非洲中部、印度、中国南方。

## 保护状况
黑鹳是中国国家一级保护动物。IUCN无危，CITES附录II（1995年收录）。
黑鹳被列為《瀕危野生動植物種國際貿易公約》附錄二的物種，被限制出口及貿易。

## 图集

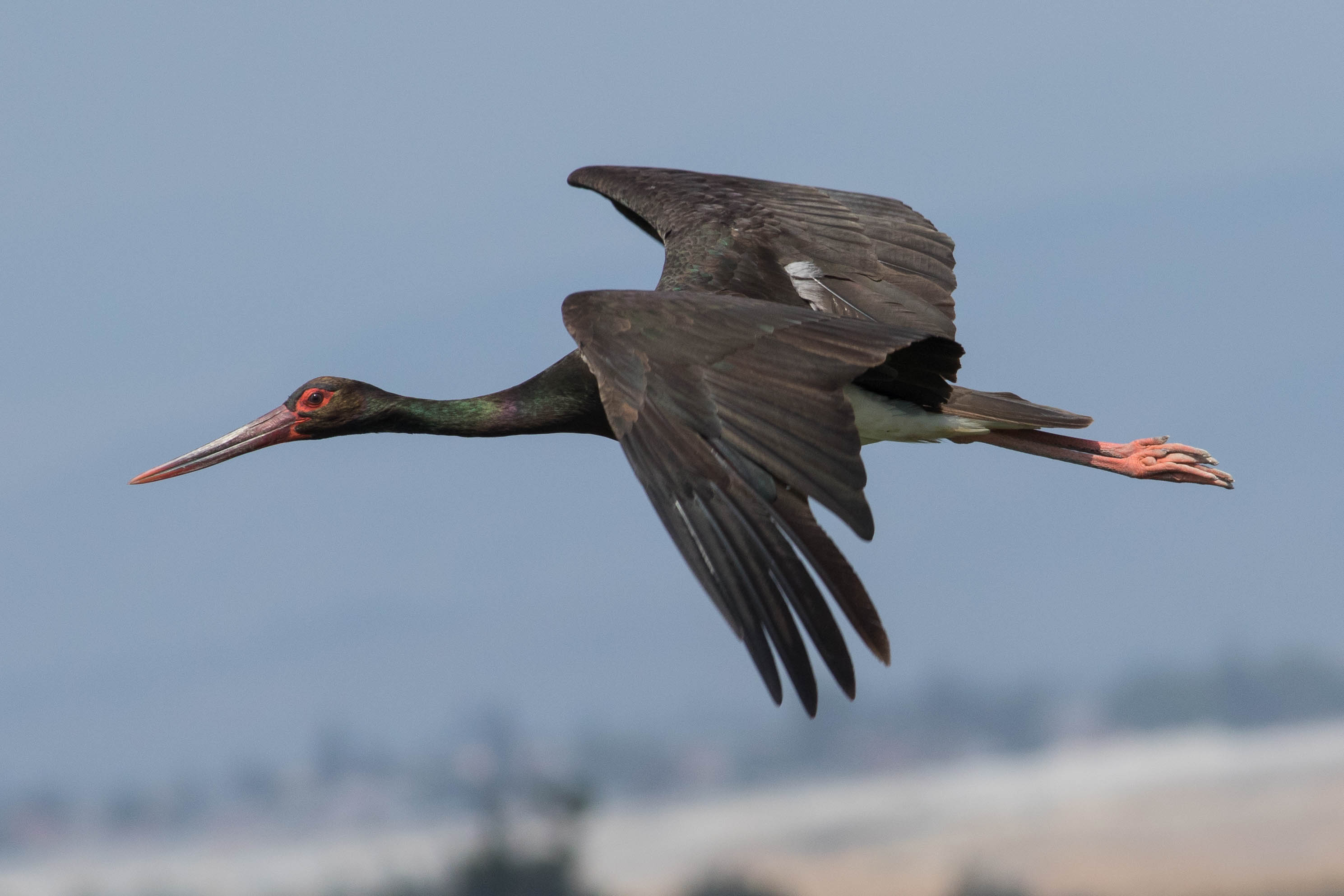
飞行中的黑鹳
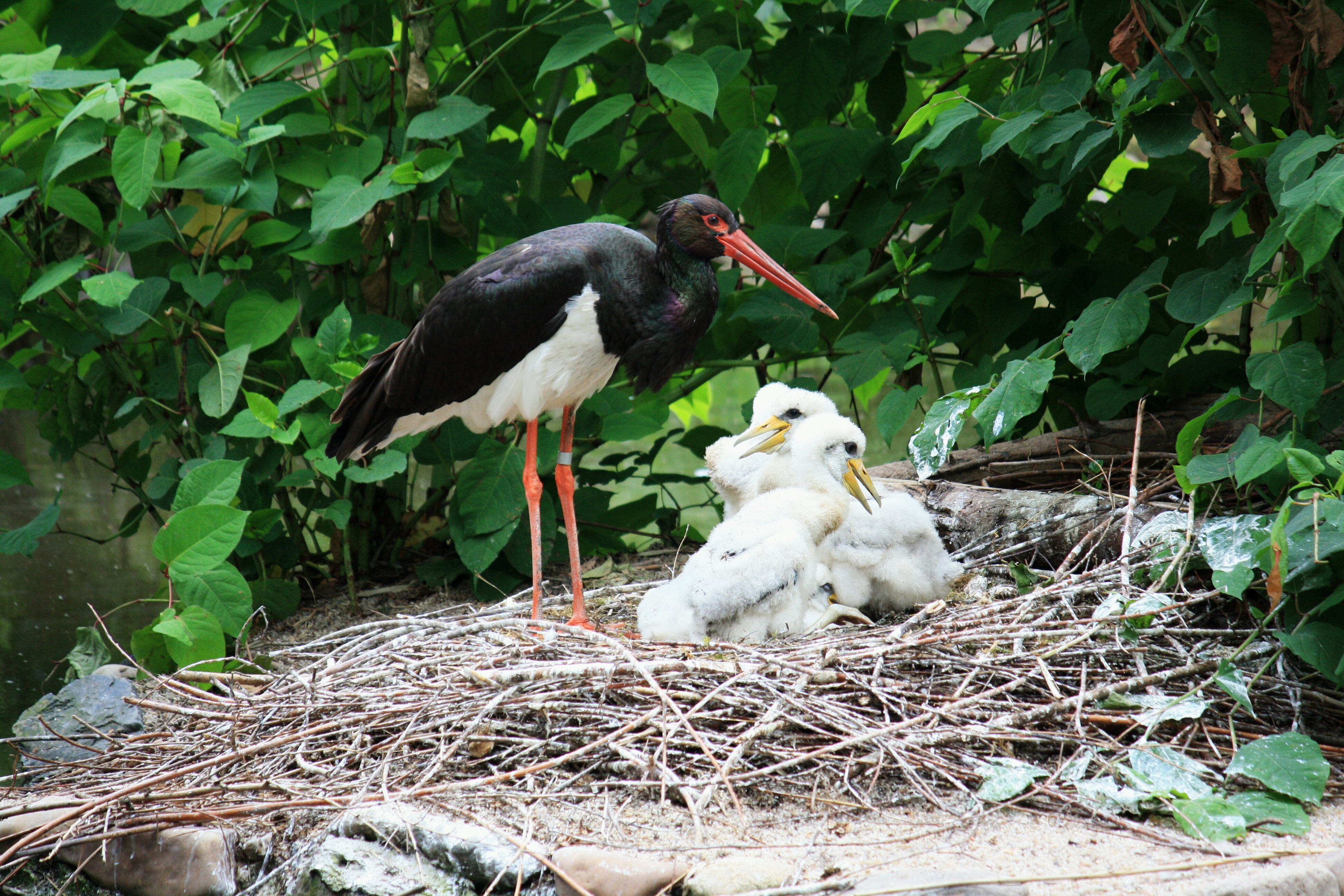
布拉格动物园的黑鹳
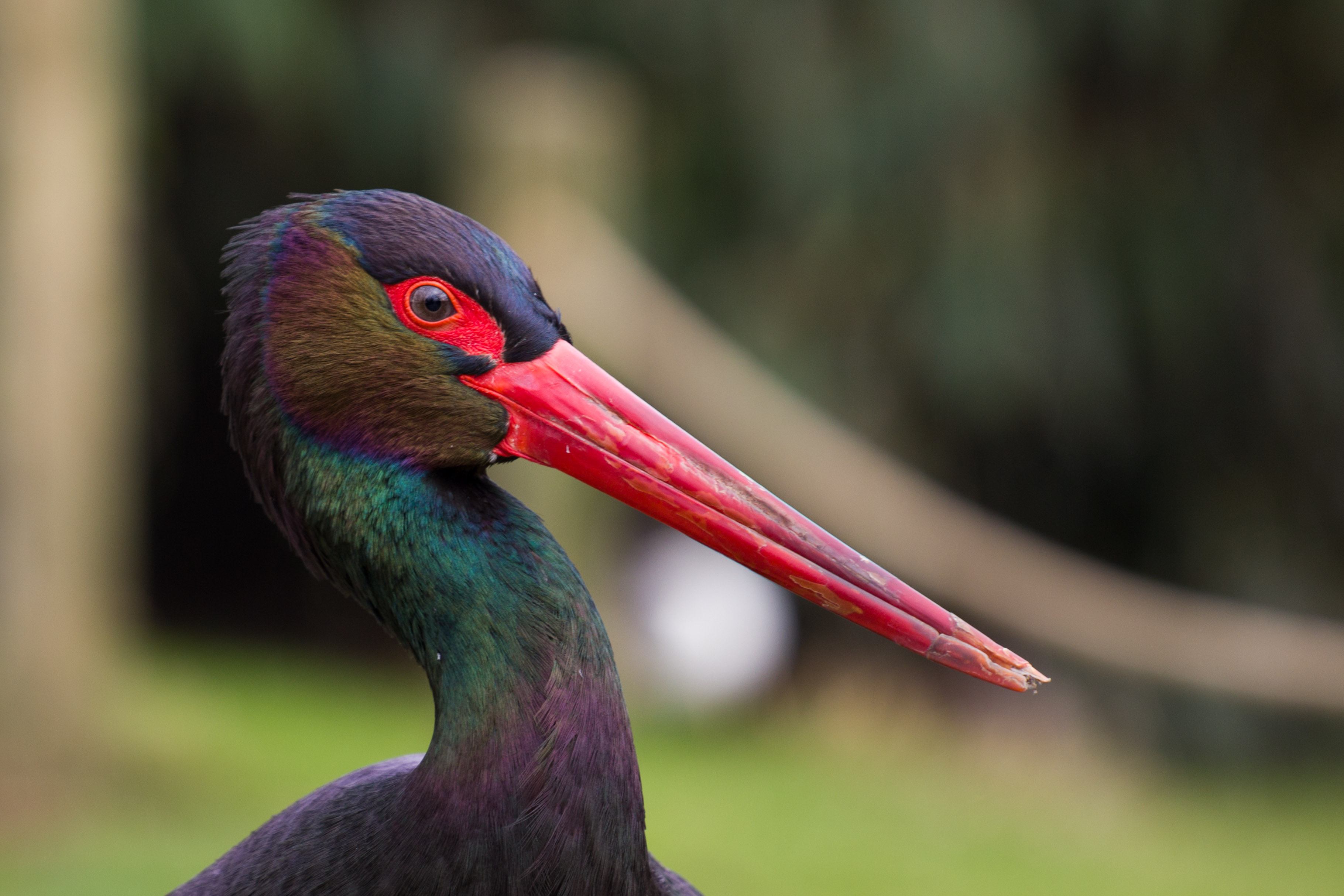
荷兰一动物园
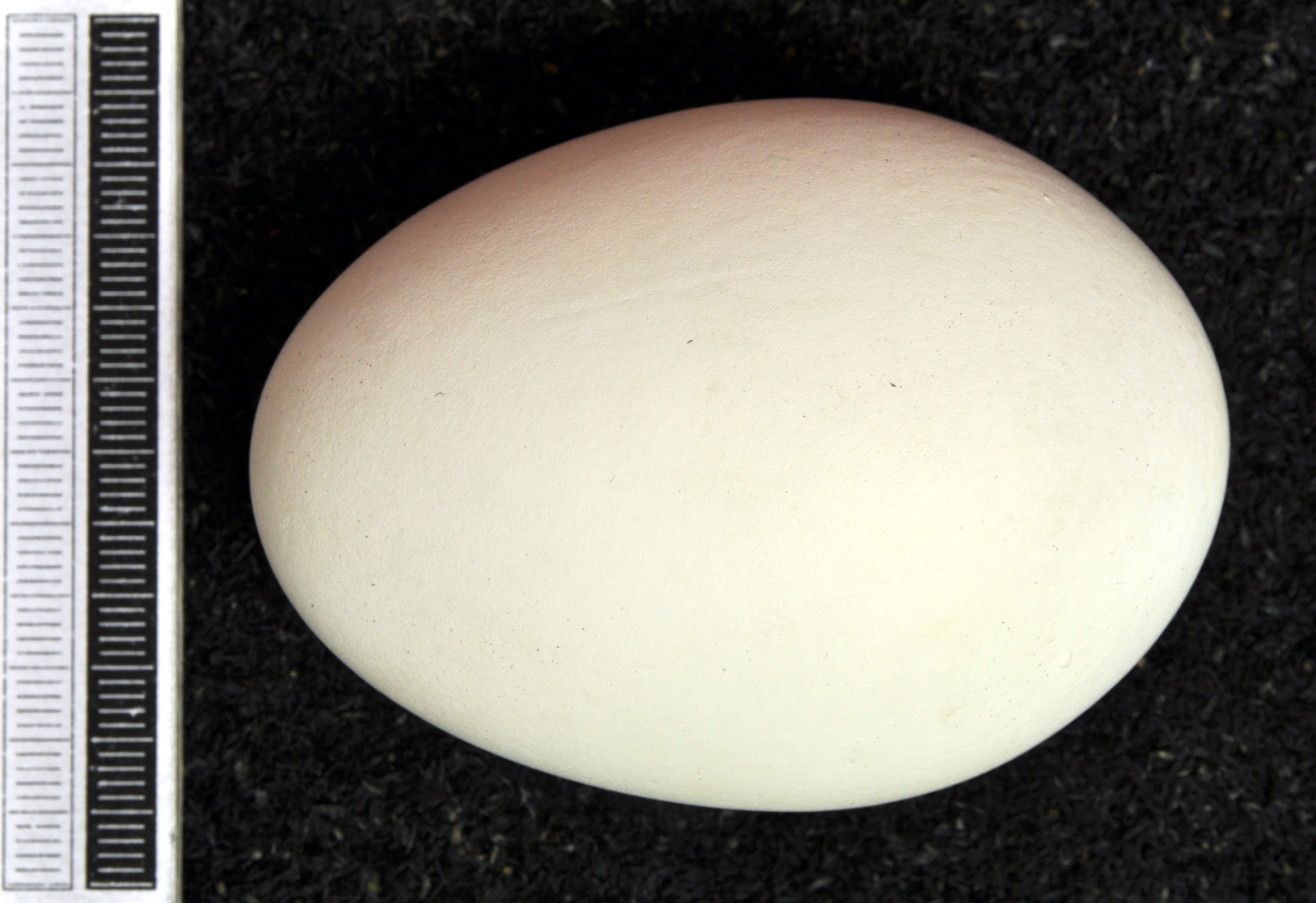
收藏于德国威斯巴登博物馆的蛋
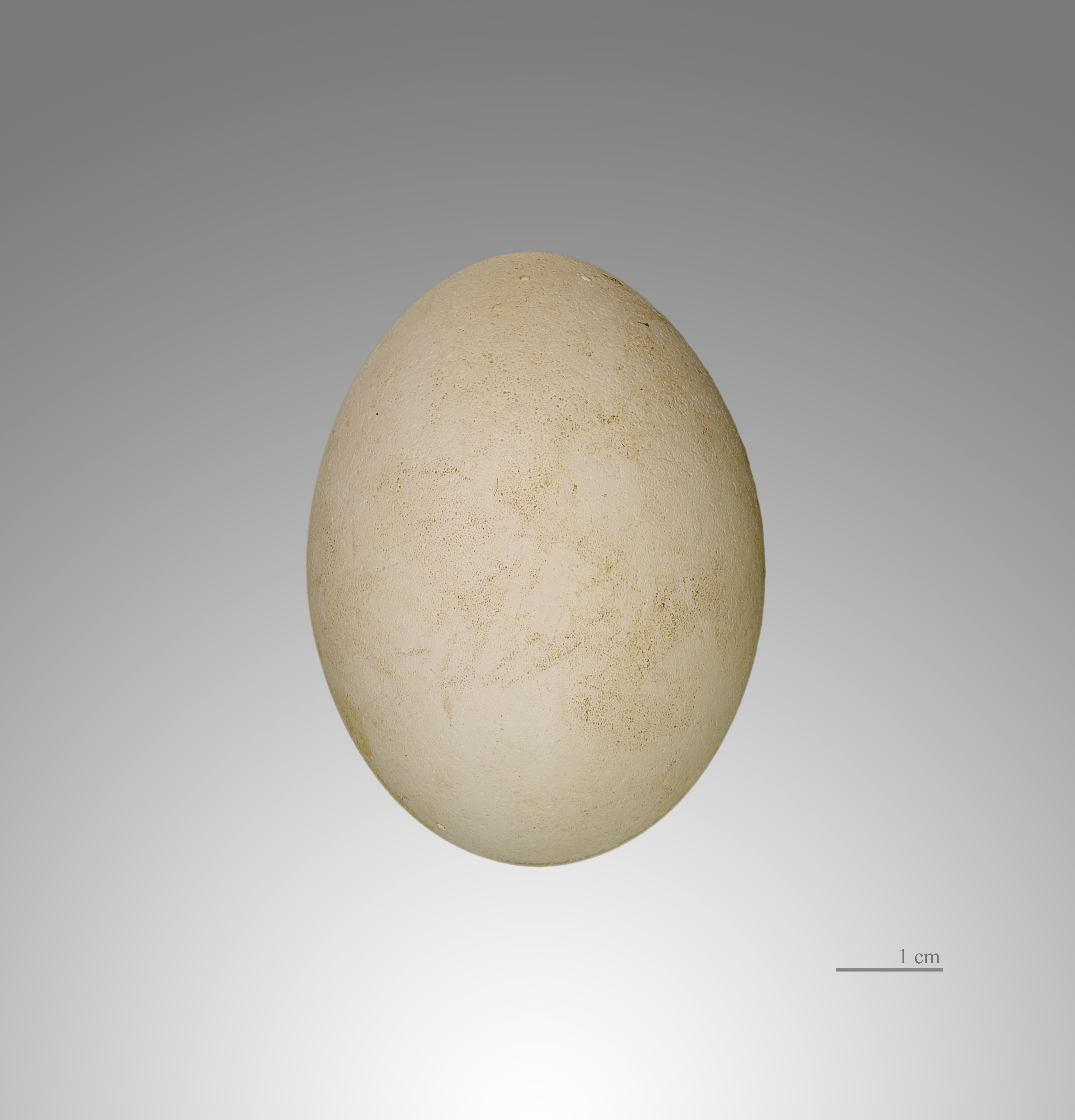